# Alois Hába
Alois Habá (født 21. juni 1893 i Vizovice, Mähren, Østrig-Ungarn - død 18. november 1973 i Prag, Tjekkoslovakiet) var en tjekkisk komponist, musikteoretiker og lærer.
Habá blev undervist og uddannet på Prags Musikkonservatorium (1914-1915) hos Vítezslav Novák.
Han studerede derefter på Wien Universitet for Musik og Scenekunst i Wien (1918-1920) og i Berlin hos Franz Schreker (1920-1922).
Habá var inspireret af Arnold Schönberg og tolvtonemusikken og skrev og underviste også i mikrotonal stil og brugte kvarttone-skalaer i sin musik.
Han har skrevet 2 symfoniske fantasier, en for klaver og orkester, og en for stort orkester, 16 strygerkvartetter, 10 kvarttonefantasier for klaver, korværker, koncerter for mange instrumenter etc.

## Udvalg af værker
- Symfonisk fantasi (1921) - for klaver og orkester
- "Sådan er livet" (1933) (Symfonisk fantasi) - for stort orkester
- 16 strygekvartetter (1919-1967)
- 10 kvarttonesuiter for klaver (19?) - for klaver